# Échirolles
Échirolles este un oraș în Franța, în departamentul Isère, în regiunea Ron-Alpi. Este principala suburbie a orașului Grenoble.

## Personalități născute aici
- Calogero (n. 1971), cântăreț.

1. ↑   https://www.placegrenet.fr/2020/06/28/renzo-sulli-rempile-pour-un-quatrieme-mandat-de-maire-a-echirolles/532747 Lipsește sau este vid: |title= (ajutor)
2. ↑   https://france3-regions.francetvinfo.fr/auvergne-rhone-alpes/isere/grenoble/municipales-2020-echirolles-isere-decouvrez-resultats-du-second-tour-20h-1846260.html Lipsește sau este vid: |title= (ajutor)
3. ↑  répertoire géographique des communes, accesat în 26 octombrie 2015
4. ↑  dataset of postal codes in France, 1 octombrie 2018